# The Construkction of Light
Albums de King Crimson
THRAK
(1995) Happy with What You Have to Be Happy With
(2002)
The Construkction of Light, stylisé commercialement the construKction of light, est le douzième album studio de King Crimson. Il est sorti en 2000 chez Virgin Records.
Le « double trio » actif depuis la réunion du groupe en 1994 a laissé place à un « double duo » composé de Robert Fripp, Adrian Belew, Trey Gunn et Pat Mastelotto. C'est le premier album de King Crimson sans Bill Bruford depuis Larks' Tongues in Aspic (1973). De même, Tony Levin est absent pour la première fois depuis Discipline (1981).

## Titres
Toutes les chansons sont écrites et composées par Adrian Belew, Robert Fripp, Trey Gunn et Pat Mastelotto.
| No  | Titre                                               | Durée |
| --- | --------------------------------------------------- | ----- |
| 1.  | ProzaKc Blues                                       | 5:28  |
| 2.  | the construKction of light                          | 5:49  |
| 3.  | the construKction of light                          | 2:50  |
| 4.  | Into the Frying Pan                                 | 6:54  |
| 5.  | FraKctured                                          | 9:06  |
| 6.  | The World's My Oyster Soup Kitchen Floor Wax Museum | 6:24  |
| 7.  | Larks' Tongues in Aspic (Part IV)                   | 3:41  |
| 8.  | Larks' Tongues in Aspic (Part IV)                   | 2:50  |
| 9.  | Larks' Tongues in Aspic (Part IV)                   | 2:36  |
| 10. | Coda: I Have a Dream                                | 4:51  |
| 11. | Heaven and Earth (ProjeKct X)                       | 7:46  |

Heaven and Earth provient de l'album Heaven and Earth du groupe ProjeKct X, enregistré en parallèle à the construKction of light.

## Musiciens
D'après le livret accompagnant l'album :
- Robert Fripp : guitare
- Adrian Belew : guitare, chant
- Trey Gunn : basse, touch guitar, guitare baryton
- Pat Mastelotto : batterie

## Analyse
L'album débute par un titre rock, avec une voix déformée et un solo criant. ProzaKc Blues parle du tranquillisant du quasi-même nom, et en examinant les paroles, on comprend la folie que Belew fait passer vis-à-vis de ces médicaments, puisqu'à la fin l'orateur meurt, se rasant entièrement la tête (« Well I woke up this morning and I shaved off my head »); et lorsqu'il arrive au paradis, le gardien lui souhaite d'avoir apporté un bon stock de Prozac. La fin du premier couplet contient une référence à l'un des plus fameux titres du groupe, Elephant Talk, paru en 1981 sur l'album Discipline.
S'ensuit the construKction of light, titre en deux parties, une instrumentale, et l'autre débutant par un chant fait d'émotions juxtaposées (douleur, jour, ciel, beauté, mort, lumière, passion, colère, paix, espoir...) entrecoupant des couplets posant quelques questions (« Et si Warhol est un génie, que suis-je ? »). La première partie reprend les bases du style Crimson, des boucles sonores au rythme complexe, avec un emboitement parfait des deux guitares qui jouent des notes différentes en alternance, le tout pour former une mélodie reposant sur deux timbres d'instruments différents.
Avec Into the Frying Pan, on revient à une construction d'apparence plus classique, mais avec un rythme particulier tout de même. La voix est modifiée, un ton grésillant et usé lui est donné.
FraKctured reprend les composantes de la deuxième partie de The ConstruKtion of Light, pour évoluer progressivement dans une ambiance plus psychédélique et planante, alternant des périodes au rythme effréné, avec une batterie mitraillant les riffs en boucle rapides de Fripp, et des passages plus tranquilles et lyriques, avec une basse donnant un effet de violon. Puis soudain tout se déchire, les solos apparaissent, la fracture est là, puis la construction initiale réapparaît.
Le titre The World's My Oyster Soup Kitchen Floor Wax Museum, qui débute par un raclement de gorge de Belew, et dont l'intro fait penser à un vieux tube, se poursuit de manière assez complexe, la guitare et le chant étant décalés, se retrouvant en fin de couplet et à la fin du refrain éponyme.
On poursuit par un nom qui évoque beaucoup de choses pour les connaisseurs, Larks' Tongues in Aspic Part IV, qui est découpé en trois mouvements, le premier reprenant la rythmique de Larks' Tongues In Aspic Part II, parue sur l'album Larks' Tongues in Aspic (1973), mais de manière plus lente, froide, sombre et complexifiée par le jeu en parallèle de deux guitares. Puis vient la deuxième partie, qui démarre sur les chapeaux de roue, avec un solo au service d'une rythmique implacable, formant des boucles de notes au sein de la tournure. Enfin la dernière partie est axée sur un solo d'Adrian Belew.
Ensuite vient Coda : I Have A Dream un morceau qui parle des atrocités de ce monde, par des simples évocations de noms qui suffisent à nous donner l'ampleur de ce qu'ils représentent. Les assassinats (Kennedy, Lennon) la mort de Lady Di, le premier attentat au World Trade Center, Saddam Hussein, Hiroshima, le SIDA, le Kosovo, le Viêt Nam, l'affaire Columbine, les otages en Bosnie, Tim Mc Veigh...
À la fin, Belew chante « one giant leap for mankind », un bond de géant pour l'humanité, et s'ensuit une minute de pseudo-silence, un bruit répétitif, comme une sorte de machine étant présent en fond. La voix et les guitares déchirées donnent le ton dans ce cri à l'inhumanité, tout comme la section rythmique énervée.
Enfin cet album s'achève par Heaven And Earth, qui diffère d'un peu des morceaux précédents, et pour cause, il est tiré d'un concept album intitulé ProjeKct X. Ce titre porte une cavalcade, puis l'arrivée d'une guitare avec un effet d'harmoniseur (reproduction simultanée un certain nombre de demi-tons plus haut ou plus bas), ainsi que de nombreux instruments variés : Fripp fait sonner sa guitare comme un violon ou un synthé.